# Baryceros similis
Baryceros similis är en stekelart som först beskrevs av Szepligeti 1916.  Baryceros similis ingår i släktet Baryceros och familjen brokparasitsteklar. Inga underarter finns listade.